# Hugo Boss
La HUGO BOSS AG è una casa di moda tedesca con sede a Metzingen, Germania, che prende il nome dal suo fondatore Hugo Ferdinand Boss. L'azienda è specializzata nella produzione di abiti e scarpe, inoltre copre vari rami della moda, sia maschile sia femminile, con abiti, accessori e fragranze (queste create dalla Procter & Gamble) che distribuisce attraverso gli oltre 5700 negozi monomarca e multibrand sparsi nel mondo. 

## Storia

### Primi anni
Hugo Ferdinand Boss nel 1923 fondò a Metzingen, cittadina a sud di Stoccarda, un'azienda tessile a cui diede il suo nome. Gli affari, tuttavia, non decollarono, anche a causa della congiuntura economica della Germania degli anni venti, e nel 1930 dichiarò bancarotta. Rifondò la compagnia anche grazie all'aiuto del partito nazista a cui aveva da poco aderito. Fu tra i creatori della divisa delle SA e in seguito fu il produttore delle divise delle SS e delle uniformi della gioventù hitleriana.
Nel 1945, con la sconfitta della Germania nella seconda guerra mondiale, Hugo Boss, accusato di aver sostenuto la causa nazista, fu condannato a pagare una multa e privato del diritto al voto; morì tre anni più tardi. 

### Dopoguerra ed espansione come gruppo di moda
Hugo Ferdinand Boss morì nel 1948, ma la sua attività sopravvisse. Suo figlio Siegfried Boss e suo genero Eugen Holy assunsero la proprietà e la gestione dell'azienda. La produzione si concentrò inizialmente sulle uniformi per l'esercito francese e la Croce Rossa francese, poi sulle uniformi per l'ufficio postale, le ferrovie e la polizia. Nel 1950, l'azienda ricevette il suo primo ordine di abiti da uomo, con conseguente espansione a 150 dipendenti entro la fine dell'anno. Gli abiti da uomo Hugo Boss sono apparsi per la prima volta sul mercato nel 1953.
Nel 1970 furono prodotti i primi abiti a marchio Boss. Nel 1975, il designer austriaco Werner Baldessarini fu assunto e alla fine divenne capo progettista. Il marchio Boss fu registrato come marchio nel 1977. Questo è stato seguito dall'inizio della lunga associazione dell'azienda con il motorsport, sponsorizzando le squadre di Formula Uno.
Nel 1984 è apparsa la prima fragranza del marchio Boss. Questo ha aiutato l'azienda a ottenere la crescita richiesta per la quotazione alla Borsa di Francoforte l'anno successivo. Nel 1985 l'azienda entrò in borsa e le quote di maggioranza vennero acquisite dal Gruppo Marzotto. Il marchio iniziò una sponsorizzazione di golf per Bernhard Langer nel 1986 e il tennis per la Coppa Davis nel 1987. Nel 1989, Boss lanciò i suoi primi occhiali da sole con licenza.
Nel 1993 l'azienda espanse la gamma di produzione, creando la prima fragranza, la "Hugo", da cui nascerà la linea omonima. Nel 1995, l'azienda ha lanciato la sua gamma di calzature, la prima di una gamma di prodotti in pelle ormai completamente sviluppata, in tutti i sottomarchi. La linea femminile (Hugo Womenswear) è stata introdotta per la prima volta nel 1998, con la prima fragranza femminile (Hugo Woman) che appariva allo stesso tempo. Da allora, sono state lanciate molteplici fragranze e gamme di prodotti per la cura della pelle. Nel gennaio 1999, Hugo Boss ha lanciato il suo primo sito web.

### Gli anni 2000 fino ad oggi
Nel 2002, Baldessarini ha lasciato l'azienda e Bruno Sälzer ha assunto la posizione di A.D.. Nel 2005, Marzotto ha scorporato i suoi marchi di moda nel Valentino Fashion Group. Nel 2007, Valentino è stata acquisita dalla società d’investimento Permira per 3,5 miliardi di euro, che successivamente ha esercitato un'influenza significativa sulla società Hugo Boss. Bruno Sälzer lasciò l'azienda nel febbraio 2008. A metà del 2008, Permira nominò Claus-Dietrich Lahrs come Amministratore delegato di Hugo Boss.
Nel giugno 2013, il designer Jason Wu fu assunto come direttore artistico della collezione di abbigliamento femminile Boss. La collaborazione si concluse nel 2018. Nel marzo 2015, Permira ha annunciato l'intenzione di vendere le restanti azioni del 12%. Dall'uscita di Permira, il 91% delle azioni ha galleggiato sulla Borsa di Francoforte e il 2% residuo era detenuto dalla società. Il 15% delle azioni è di proprietà della famiglia Marzotto.
Nel 2016, Claus-Dietrich Lahrs ha lasciato il gruppo e l'ex Direttore finanziario  Mark Langer è stato nominato nuovo A.D. a metà maggio. Nel 2020, il gruppo inglese Frasers Group di Mike Ashley ha acquisito una partecipazione di circa il 5% in Hugo Boss. Nel giugno 2021, Daniel Grieder ha assunto la carica di A.d. di Hugo Boss.
Nel 2022, Marco Falcioni è stato nominato Direttore Creativo. Lo stesso anno, Hugo Boss ha investito nella start-up Heiq Aeoniq LLC, che stava sviluppando un tessuto in cellulosa Heiq Aeoniq. Nel 2023, la fibra è stata utilizzata per la prima volta nei tessuti dell'azienda. 
Nel dicembre 2024, il Gruppo Frasers ha aumentato la sua partecipazione di azioni detenute direttamente nella società al 19,25%.

## Marchi

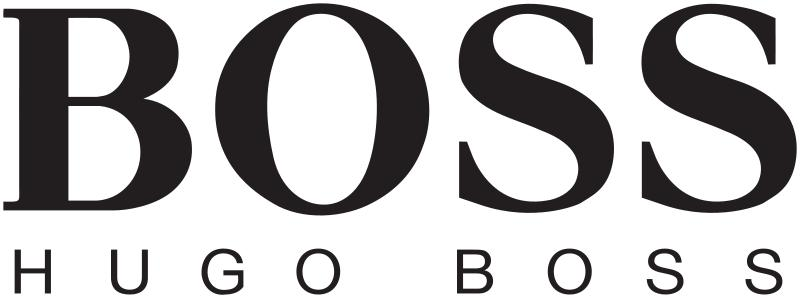
BOSS Black - La linea di abiti eleganti e Haute Couture
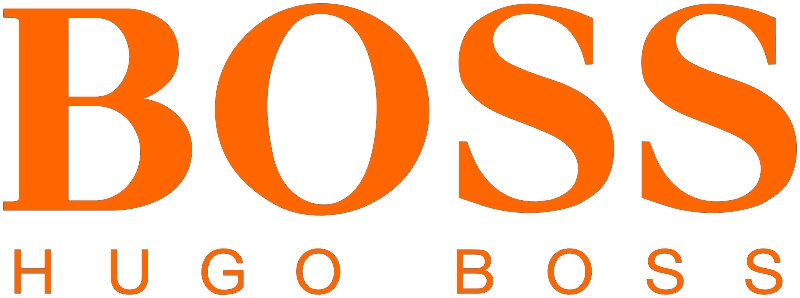
BOSS Orange -  La linea casual
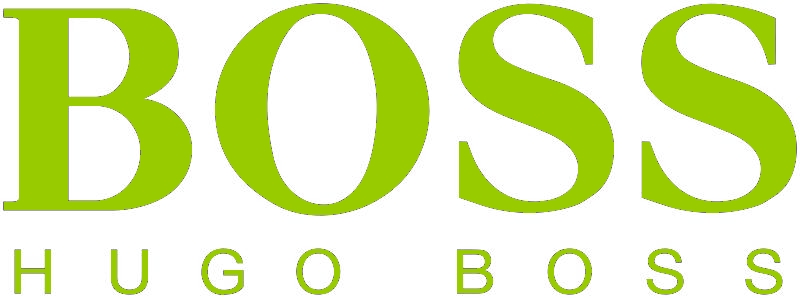
BOSS Green - La linea sportiva
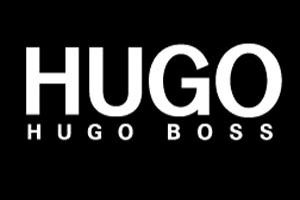
HUGO -  La linea raffinata e fashion

## Sponsorizzazioni
Nel campo delle sponsorizzazioni sportive, Hugo Boss è stato attivo negli sport motoristici, nel golf, nel calcio, nella vela, nel tennis e negli sport invernali. Le attività dell'azienda iniziarono negli anni '70 con il supporto del pilota Jochen Mass, e sono stati ulteriormente ampliati nel motorsport attraverso la sponsorizzazione del team McLaren Formula 1 dal 1981 al 2014, una delle partnership più lunghe nel motorsport. Questo ha portato diversi piloti ad essere equipaggiati con abbigliamento Hugo Boss, tra cui Alain Prost, Ayrton Senna e Niki Lauda. Boss è il partner ufficiale di abbigliamento del team Aston Martin F1 da luglio 2022. Sempre nello stesso anno, Boss ha annunciato di essere diventato il nuovo sponsor del tennista Matteo Berrettini, che viene nominato anche brand ambassador del marchio. Nel marzo 2024, Hugo Boss diventa lo sponsor ufficiale del tennista Taylor Fritz, con Fritz che indossava Hugo Boss sia in campo che durante le apparizioni pubbliche. Nel maggio dello stesso anno, Boss ha firmato una partnership pluriennale con David Beckham, che progetterà e curerà le proprie collezioni come parte della collaborazione. Dal settembre 2024, Hugo Boss è il partner ufficiale e fornitore della squadra di calcio tedesca VfB Stoccarda.